# Шагиев, Хайдар Хзырович
Хайда́р Хзы́рович Шаги́ев (род. 29 октября 1953, д. Кинзебулатово, Ишимбайский район, Башкирская АССР, РСФСР) ― советский российский политик, Народный депутат СССР от Стерлитамакского территориального избирательного округа № 357 Башкирской АССР, Заслуженный работник сельского хозяйства Российской Федерации, глава администрации муниципального района «Стерлитамакский район» Республики Башкортостан (2006—2012).

## Биография
Родился 29 октября 1953 года в деревне Кинзебулатово, Ишимбайский район, Башкирская АССР, РСФСР.
В 1969 году поступил на зоотехническом отделении Стерлитамакского совхоза-техникума. В 1973 году поступил в Башкирский государственный сельскохозяйственный институт, которое окончил в 1978 году, получив диплом по специальности «Агрономия» с квалификацией учёного-агронома. В том же году был направлен на работу главным агрономом колхоза «Дружба» Стерлитамакского района Башкирской АССР.
В 1981 году окончил курсы руководящих кадров в городе Уфа, после чего был избран председателем колхоза «Сталь» Стерлитамакского района, в 1984 году — председателем колхоза имени Фрунзе того же района.
В марте 1989 года он был избран Народным депутатом СССР от Стерлитамакского территориального избирательного округа № 357 Башкирской АССР. Также избирался депутатом Государственного собрания — Курултая Республики Башкортостан, неоднократно избирался депутатом районного Совета.
В 1998 году стал главой администрации Кармаскалинского района Республики Башкортостан. В 2000 году назначен главой администрации Стерлитамакского района Республики Башкортостан, в 2006 — главой администрации муниципального района Стерлитамакский район Республики Башкортостан. Работал на этом посту до 2012 года.
Награждён Орденами Дружбы, «За заслуги перед Республикой Башкортостан» и «Салавата Юлаева», медалью «За заслуги в проведении Всероссийской переписи населения». Также получил благодарственное письмо Президента Российской Федерации «За заслуги в области сельского хозяйства и достигнутые трудовые успехи».
За успехи в труде Хайдар Хзырович Шагиев был удостоен почётных званий «Заслуженный работник сельского хозяйства Республики Башкортостан» и «Заслуженный работник сельского хозяйства Российской Федерации». В 2010 году ему присвоено почётное звание «Почётный гражданин Стерлитамакского района».
В настоящее время на пенсии.

## Семья
Супруга — Рамиля Анваровна Шагиева, две дочери и внуки.

## Награды и звания
- Орден Дружбы (1997)
- Орден «За заслуги перед Республикой Башкортостан» (2003)
- Орден Салавата Юлаева (2008)
- Медаль «За заслуги в проведении Всероссийской переписи населения»
- Медаль «100 лет профсоюзам России» (2004)
- Заслуженный работник сельского хозяйства Российской Федерации
- Заслуженный работник сельского хозяйства Республики Башкортостан
- Орден Русской Православной Церкви «Святого Благоверного князя Даниила Московского III степени» (2006)
- Золотая медаль "За вклад в развитие агропромышленного комплекса России (2006)
- Народный депутат СССР (1989)[2]
- Почётный гражданин Стерлитамакского района (2010)[3]